# زينتسوجي (كاغاوا)
مدينة زينتسوجي (بالإنجليزية: Zentsūji)‏ هي أحد المدن التابعة لمحافظة كاغاوا. تأسست رسميًا في 31/03/1954. ويقدر عدد سكانها بـ 35180 نسمة حسب تقدير مكتب الإحصاء الياباني لعام 2012. تبلغ مساحة زينتسوجي 39.88 كم2. بكثافة سكانية تبلغ 882 نسمة/كم2.